# Carex atrofusca
Carex atrofusca es una especie de planta herbácea de la familia de las ciperáceas.

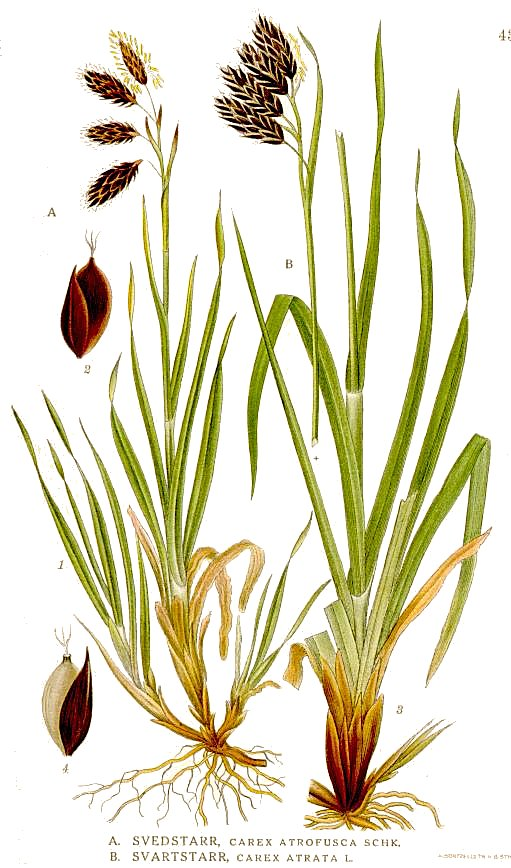
Ilustración

## Descripción
Es una planta perenne que alcanza un tamaño de 10-25 cm de altura. Con rizoma corto, que emiten estolones cortos. Tallo obtusamente a trigonous agudo, papiloso pero suave. Hojas en más 1/4 de la longitud del tallo; vainas de 10-15 mm, verde grisáceo; lígula de 0,3 mm, arco alto, hojas 20-50 x 2,5-5 mm, plana y gris-verde, ambas partes densamente papiloso, los márgenes hacia el ápice ligeramente escabrosos. Inflorescencia de 1 espiga masculinas y 2-4 espigas femeninas. Brácteas de hasta 30 mm, estrecho, con vaina de hasta 15 mm. Espigas masculinas 5-10 mm, elipsoide, ligero a marrón oscuro, macho c glumas. 3,5 mm, obtuso con márgenes escariosos. Espigas femeninas 7-15 x 4-7 mm, ovoide a elipsoide, negro-marrón; glumas femeninas de 3 x 1,5 mm, ovadas, acuminadas, marrón negruzco, el margen escarioso apical; utrículos 3-4 x 1.5-2 mm, ancho ovoide o elipsoide, plano, color marrón negruzco, papiloso, pico 0.2-0.5 mm, cilíndrico, papiloso, a veces scabrid , el margen bidentado, escarioso ostiolo. Estigmas 3. Nuez de 2 x 1 mm, elipsoide, trigonous, amarillo.

## Descripción y hábitat
Se encuentra en las praderas alpinas, a una altitud de 3670-5250 metros en las montañas de Europa y Asia Central (Dshungarskiy Alatau, Tian Shan, Pamir-Alay, Afganistán, Pakistán y el norte del Himalaya.

## Taxonomía
Carex atrofusca fue descrita por Christian Schkuhr y publicado en Beschreibung und Abbildung der Theils bekannten 1: 106–107, pl. Y, f. 82. 1801.
Etimología
Ver: Carex
atrofusca; epíteto latín que significa "muy oscuro".
Sinonimia
- Carex ustulata Wahlenb.
- Proteocarpus atrofuscus (Schkuhr) Fedde & J.Schust.
- Trasus ustulatus Gray[3][4]